# William Wallace Gilchrist senior
William Wallace Gilchrist (* 8. Januar 1846 in Jersey City, New Jersey; † 20. Dezember 1916) war ein US-amerikanischer Komponist.
Gilchrist kam als Kind nach Philadelphia, wo er 1865 bis 1868 bei Hugh Archibald Clarke studierte. Zu dieser Zeit wirkte er auch als Bariton-Solist an der Holy Trinity Church und der St. Mark's Church und trat in Operettenaufführungen auf, die im Amateur Drawing Room gegeben wurden.
1874 wurde er Organist und Chorleiter an der St. Clement's Church. Im gleichen Jahr gründete er den Mendelssohn Club of Philadelphia, eine Vereinigung zur Aufführung musikalischer Werke, die als achtstimmiger Männerchor begann, bald aber um Frauenstimmen und Instrumente erweitert wurde. Daneben leitete Gilchrist weitere Chöre und war Organist an der Christ Church in Germantown (Philadelphia) und zeitweise an der Church of the New Jerusalem.
Er war Gründungsmitglied der American Guild of Organists und der Music Manuscript Society und gründete 1893 die Symphony Society of Philadelphia, die er bis 1899 dirigierte. Außerdem unterrichtete er Stimmbildung an der Philadelphia Musical Academy.
Gilchrist komponierte zwei Sinfonien, Chorwerke sowie Kammermusik. Beim Cincinnati May Festival 1882, dessen Jury Camille Saint-Saëns, Carl Reinecke und Theodore Thomas bildeten, erhielt er den ersten Preis für die Vertonung des 46. Psalms. 1898 wurde er in die American Academy of Arts and Letters gewählt.
Sein Sohn William Wallace Gilchrist, Jr. wurde als Maler bekannt.